# جيمس غولدمان
جيمس قولدمان (بالإنجليزية: James Goldman)‏ (و. 1927 – 1998 م) هو كاتب سيناريو، وروائي، وكاتب مسرحي، وكاتب، وواضع كلمات الأوبرا، من الولايات المتحدة الأمريكية، ولد في شيكاغو، توفي في مدينة نيويورك، عن عمر يناهز 71 عاماً، بسبب نوبة قلبية.

## جوائز وترشيحات
حصل على جوائز منها:
- جائزة الأوسكار لأفضل كتابة "سيناريو مقتبس"، عن عمل: الأسد في الشتاء.

ترشح لـ:
- جائزة الأوسكار لأفضل كتابة "سيناريو مقتبس"، عن عمل: الأسد في الشتاء.

## وصلات خارجية
- جيمس غولدمان على موقع IMDb (الإنجليزية)
- جيمس غولدمان على موقع الموسوعة البريطانية (الإنجليزية)
- جيمس غولدمان على موقع ألو سيني (الفرنسية)
- جيمس غولدمان على موقع ميوزك برينز (الإنجليزية)
- جيمس غولدمان على موقع أول موفي (الإنجليزية)
- جيمس غولدمان على موقع قاعدة بيانات برودواي على الإنترنت (الإنجليزية)
- جيمس غولدمان على موقع قاعدة بيانات الأفلام السويدية (السويدية)
- جيمس غولدمان على موقع قاعدة بيانات الفيلم (الإنجليزية)
- جيمس غولدمان على موقع كينوبويسك (الروسية)